# الدوري الياباني لكرة القدم للسيدات 1995
الدوري الياباني لكرة القدم للسيدات 1995 (باليابانية: 第7回日本女子サッカーリーグ) هو موسم من الدوري الياباني لكرة القدم للسيدات. فاز فيه ايغا إف سي كونواتشي ‏.